# Llac Yamanaka
El llac Yamanaka (山中湖 Yamanaka-ko) és un llac del Japó, que es troba al poble de Yamanakako, a la prefectura de Yamanashi prop del mont Fuji.
És el més gran dels cinc llacs del Fuji en termes de superfície, i el més elevat tenint en compte termes d'elevació. També és el tercer llac més elevat del Japó, amb una alçada mitjana de 980,5 metres. Per contra, el llac és el menys profund dels cinc llacs del Fuji, amb una profunditat màxima de només 13,5 metres. El llac, que es va formar per fluxos de lava d'una antiga erupció del Mont Fuji, és drenat pel riu Sagami, i és l'únic dels cinc llacs de Fuji que té un desaigüe natural.
La carpa, el leucisc i l'osmèrid van ser introduïts al llac durant l'era Meiji, encara que els primers intents d'introduir el salmó roig no van tenir èxit. Més recentment, s'han introduït algunes espècies exòtiques com Micropterus i Lepomis macrochirus, en detriment de les espècies natives. Pel que fa a la vida vegetal, es va descobrir una varietat d'Aegagropila linnaei al llac el 1956.
El llac és un indret popular de recreació per a passejar en barca, pescar, fer esquí aquàtic, fer windsurf, realitzar visites turístiques i fer natació. Si el vent prové de l'oest, el llac proporciona una elevació suau per a parapents al mont Myōjinyama. També hi ha petites cabanes i llocs disponibles per a acampar. El llac es troba al Parc Nacional de Fuji-Hakone-Izu.
El 2013, el llac va ser incorporat a la llista del Patrimoni de la Humanitat com a part de l'indret cultural Fujisan.

## Accés
De bon matí, quan no hi ha massa trànsit a les autopistes de Tomei i Chūō, el viatge entre Tòquio i el llac Yamanaka és d'una hora. El trànsit augmenta durant el dia, i el temps de trajecte també augmenta. La Ruta Nacional Japonesa 138 i la Ruta Nacional Japonesa 413 passen al llarg de les ribes del llac. Es pot accedir al llac en tren des de l'estació de Fujisan (Línia de Fujikyuko), l'estació de Gotemba JR (Línia de Gotemba JR) i l'estació de Mishima JR (Shinkansen JR). També hi ha servei d'autobusos per carretera a l'estació de Shinjuku (Tòquio).

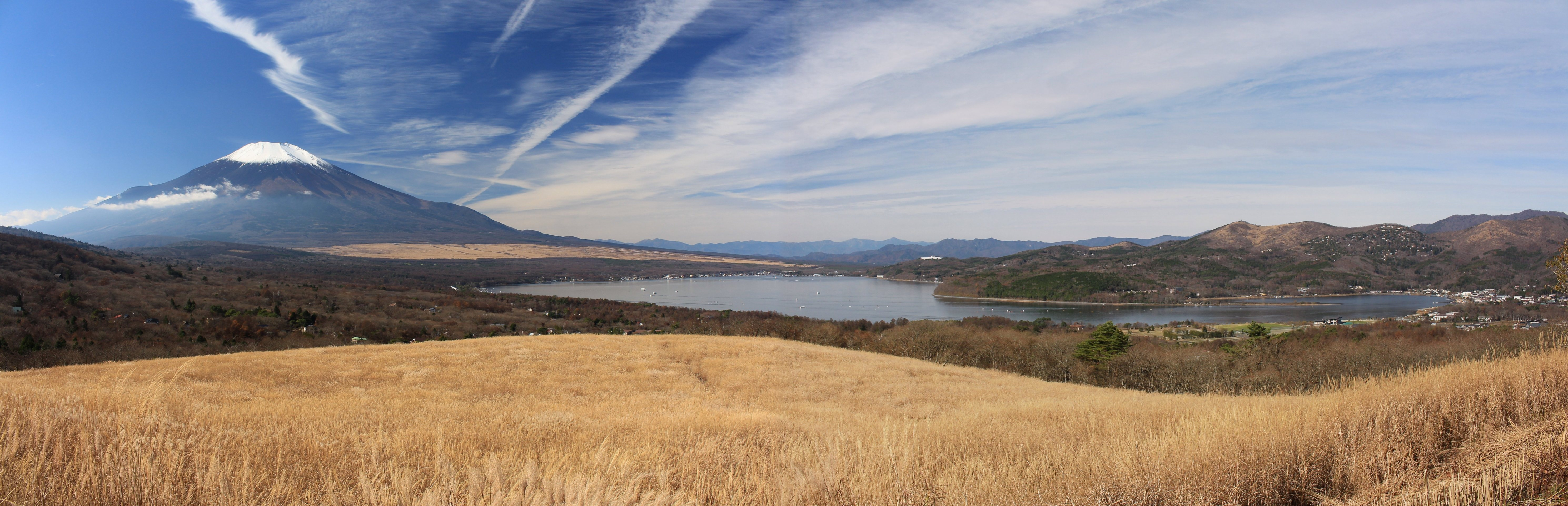
El mont Fuji i el llac Yamanaka vistos des del mont Myōjin a Yamanakako